# Warren Benson
Warren Benson (* 26. Januar 1924 in Detroit; † 6. Oktober 2005 in Rochester/New York) war ein US-amerikanischer Komponist, Perkussionist und Musikpädagoge.
Benson studierte von 1943 bis 1946 an der University of Michigan, wo er bereits im ersten Studienjahr Perkussion unterrichtete. 1946–47 war er Paukist im Detroit Symphony Orchestra. Als Fulbright-Stipendiat unterrichtete er dann am Anatolia College in Thessaloniki. Nach seiner Rückkehr in die USA 1953 unterrichtete er vierzehn  Jahre am Ithaca College in Ithaca, New York, Perkussion und Komposition. 1967 wurde er Professor für Komposition an der Eastman School of Music. Von 1986 bis 1988 war er Meadows Distinguished Visiting Professor of Composition an der Southern Methodist University, danach unterrichtete er bis zu seiner Emeritierung 1993 wieder an der Eastman School. Zu seinen Schülern zählen u. a. Robin Engelman, Ruth Komanoff Underwood, Bob Becker, Bill Cahn und Gordon Stout.
In seiner Zeit in Ithaka gründete Benson das erste reisende Perkussionsensemble der USA (und das zweite weltweit). Als Autor und Leiter betreute er auch das erste Contemporary Music Project der Ford Foundation. Sein kompositorisches Werk umfasst fast alle musikalischen Genres vom Orchesterwerk über Kammermusik und Musik für Soloinstrumente bis zu Chorwerken, Liedern und Liedzyklen. Besonders erfolgreich war er als Komponist für Bläser- und Perkussions-Ensembles. Außerdem verfasste er ein Lehrbuch für Perkussionisten („The Drum Tutor“) und eine Sammlung von Limericks unter dem Titel „And My Daddy Will Play the Drums“.